# Gánti-tetői 1. sz. üreg
A Gánti-tetői 1. sz. üreg a Duna–Ipoly Nemzeti Parkban található Vértes hegységben, Csákváron lévő egyik barlang.

## Leírás
Csákvár külterületén, Gánt szélén helyezkedik el a barlang. A barlang bejárata a Gánt felett lévő meredek hegyoldalban (Gánti-tető), 246 m tszf. magasságban található. Megközelíteni a gánti Béke tértől a legegyszerűbb, ahonnan a hegy alatt lévő kertek valamelyikén átvágva merőlegesen kell a hegyre elindulni. A műúttól kb. 30 m-rel magasabban, egy sziklafal tövében van a barlangbejárat, amelyhez egy jól kijárt ösvény vezet. A Gánti-tetői 1. sz. üreg mellett közvetlenül található egy barlangméretet el nem érő rombarlang. Ez képződményekben sokkal gazdagabb, és tetszetősebb a Gánti-tetői 1. sz. üregnél. Benne rengeteg fosszilis cseppkőlefolyás, cseppkőbekérgezés és borsókövek vannak. Az üreg mindkét bejárata kényelmesen járható, és a képződményeken kívül szép oldásformák is látszanak falain. A Gánti-tetői 1. sz. üregtől 6 m-rel feljebb fekszik a Gánti-tetői 2. sz. üreg.
Az 5 m hosszú, triász dolomitban húzódó Gánti-tetői 1. sz. üreg karsztvízszint alatti oldódás miatt jött létre, majd kifagyásos kőzetaprózódás következtében alakult át. A barlang folyamatosan szűkülő, és laposodó járata a háromszög alakú, íves bejárat után két részre válik, majd ismét egyesül. A barlang kitöltése kőzettörmelékből és humuszból áll. Élővilágát pókok és rovarok képezik. A nehezen, meredek terepen megközelíthető, de könnyen, barlangjáró alapfelszerelés nélkül is járható barlang megtekintéséhez nem szükséges engedély.
1984-ben volt először Gánti-tetői 1. sz. üregnek nevezve a barlang az irodalmában. Előfordul a barlang az irodalmában Gánti-tetői 1.sz. üreg (Alba Regia Barlangkutató Csoport 1979) néven is.

## Kutatástörténet
Az Alba Regia Barlangkutató Csoport által 1979-ben készített kézirat szerint a Gánti-tetői 1.sz. üreg (G5) korábban nem lett az irodalomban említve, de gánti lakosok régóta ismerik. A barlang Gánt szélén (Fejér megye) található. A Gánt felett lévő Gánti-tető ÉNy-i oldalában, a gánti templomtól K-re, kb. 150 m-re, kb. 240 m tszf. magasságban van. A műúttól kb. 30 m-rel magasabban, a fenyves szélén, kb. 2 m magas sziklafal tövében van a barlang 1 m széles, 1 m magas, háromszög alakú bejárata. A gánti Béke tér 8. számú ház felett a meredek hegyoldalra felkapaszkodva lehet eljutni hozzá. Megtudja mutatni Gönczöl Imre az üreget. A barlangbejárattól jobbra egy felszakadt kis barlangterem helyezkedik el, melybe egy kőkapun át lehet bemenni. Ennek belső végén szép oldásformák látszanak.
A Gánti-tetői 1. sz. üreg a bejárat után két ágra szakad, melyek nem sokkal később megint összekapcsolódnak. 3 méter hosszúságnál elszűkülve van vége. A barlangot minden bizonnyal áramló vizek alakították ki. Erre utalnak a befoglaló sziklatömbben sok helyen megfigyelhető szűk, vízeróziós csatornák is. A barlang kőzettörmelékből és humuszból álló kitöltésének eltávolításával lehet, hogy jelentős folytatása is feltárható, de jelenleg eléggé fejletlen, szűk barlang benyomását kelti. A Gánti-tetői 1. sz. üregtől 6 m-rel feljebb van egy fejlettebb, hasonló jellegű barlang.
A kéziratba bekerült a Gánti-tetői 1. sz. üreg és a mellette lévő kőkapu közös alaprajz térképe és a két üreg külön hosszmetszet térképe. A térképek 1:100 méretarányban ábrázolják a két üreget. A térképlapon, az alaprajz térkép használatához jelölve van az É-i irány. Az alaprajz térképen megfigyelhető a kőkapu hosszmetszetének elhelyezkedése a barlangban. A térképek elkészítéséhez a barlangot Gönczöl Imre és Kökény Károly mérték fel 1979. február 17-én. A térképeket Zentai Ferenc rajzolta. A kéziratban látható Csákvár nyugati részének térképe (kb. 1:25.000 méretarány). A térképen jelölve van az É-i irány. A térképen megfigyelhető a Gánti-tetői 1. sz. üreg (a térképen: G5) földrajzi elhelyezkedése. A kéziratban van öt olyan fénykép, amelyek szemléltetik a barlangot és a mellette lévő kőkaput. Az első fényképen a Gánti-tető látképe látható. A fényképen jelölve van a Gánti-tetői 1. sz. üreg helye. A második fényképen a barlang és a kőkapu, a harmadik fényképen pedig a Gánti-tetői 1. sz. üreg mellékbejárata figyelhető meg. A negyedik fényképen a kőkapu, az ötödik fényképen pedig a Gánti-tetői 1. sz. üreg belseje van megörökítve. A fényképeket Gönczöl Imre készítette.

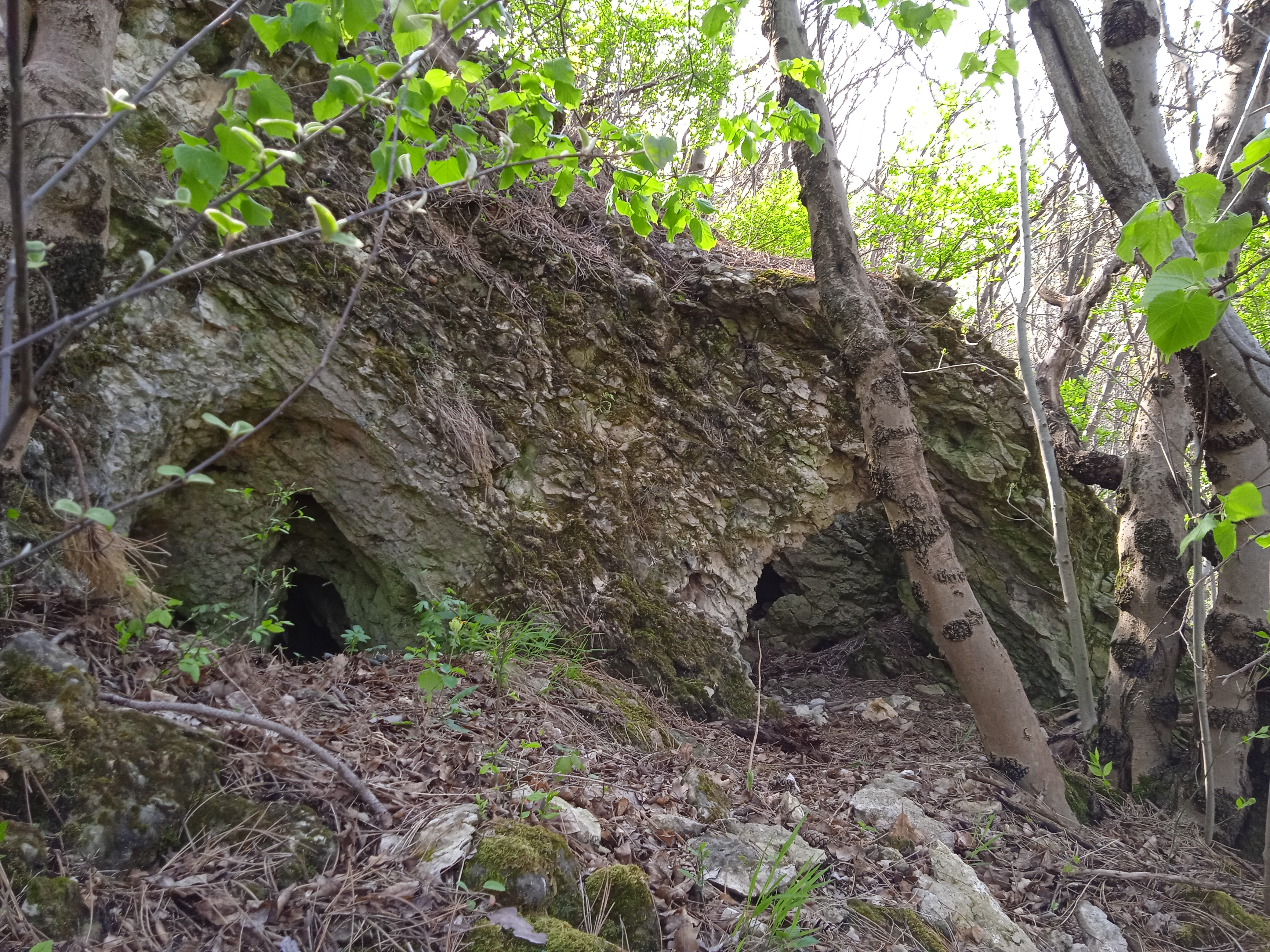
A Gánti-tetői 1. sz. üreg (balra) és a tőle jobbra lévő, átjárható üreg

Az 1984-ben kiadott, Magyarország barlangjai című könyv országos barlanglistájában szerepel a Vértes hegység barlangjai között a barlang Gánti-tetői 1. sz. üreg néven. A listához kapcsolódóan látható a Dunazug-hegység barlangjainak földrajzi elhelyezkedését bemutató 1:500 000-es méretarányú térképen a barlang földrajzi elhelyezkedése. A Béni Kornél és Viszló Levente által írt, 1996-ban napvilágot látott könyvben szó van arról, hogy Gánt határának közvetlen közelében, a Gánt fölé magasodó Gánti-tetőn két üregrendszer-maradvány van, melyeket minden bizonnyal áramló vizek hoztak létre. 9 m-es a hosszabbik üreg. Homokszerű kitöltés képezi aljzatukat. Néhányan azt feltételezik, hogy a járatok valahol összefüggésben vannak az aránylag közel lévő Gém-hegy oldalában található, őskarsztos barlangmaradványokkal.
A barlang 2003. július 23-án, BTI kataszteri felvétel alapján készült nyilvántartólapja szerint, a 4521-18 barlangkataszteri számú Gánti-tetői 1. sz. üreg a Vértes hegységben lévő Csákváron (Fejér megye) található. Az üreg bejáratának koordinátái (Trimble Geoexplorer 3): X: 600318, Y: 227575, Z: 246. Hegyoldalon lévő sziklakibúvásban van a barlang 1 m széles, 1 m magas, természetes jellegű, háromszög alakú és vízszintes tengelyirányú bejárata. A részletesen felmért barlang 5 m hosszú, 1 m függőleges kiterjedésű, 1 m magas, 0 m mély és 4,5 m vízszintes kiterjedésű. Triász dolomitban (fődolomitban) húzódik az üreg. A barlang kialakulását előkészítette a tektonika. Az üreg karsztvízszint alatti oldódás és kifagyásos kőzetaprózódás miatt jött létre. A sziklaodú térformájú barlang vízszintes talpú, és jellemző szelvénytípusa az alagút. Gömbüst, cseppkőlefolyás, cseppkőbekérgezés és borsókő van benne. Szervetlen, helyben keletkezett törmelékkitöltése kőzettörmelékből áll. Szerves kitöltése: humusz. Előfordul a barlangban pók és rovar.
Tematikus feldolgozás: irodalom, térkép, fénykép, leírás. 1979-ben lett először említve a barlang az irodalomban (Alba Regia Barlangkutató Csoport kataszteri felvétel). A gyakorlatilag érintetlen barlang gyakorlatilag érintetlen aljzatú, ásványkiválásai pedig gyakorlatilag érintetlenek. A nehezen, meredek terepen megközelíthető, könnyen járható barlang megtekintéséhez nem szükséges engedély. Illetékes természetvédelmi hatóság: Duna–Ipoly Nemzeti Park Igazgatóság. A barlang felszínének védettsége: Vértesi Tájvédelmi Körzet (19/1976. OTvH határozat). Az üreg megtalálásában Egri Csabáékat helyi lakosok segítették, mert nélkülük a meredek hegyoldalban nehéz lett volna tájékozódni. 1979-ben lett részletesen felmérve a barlang. Az érintetlen barlang továbbkutatás szempontjából jelentéktelen. Barlangjáró alapfelszerelés és engedély nélkül is megtekinthető. Jelenlegi állapotát semmi sem veszélyezteti.